# Tip-Toes
Tip-Toes is een musical gebaseerd op een verhaal en een scenario van Guy Bolton en Fred Thompson. De muziek is van George Gershwin en de teksten van Ira Gershwin. De hele musical draait om een vaudeville-act van danseres Tip-Toes, haar broer Al en haar oom Hen, die alles in het werk stellen om Tip-Toes te strikken aan een of andere miljonair. Het is een opeenstapeling van grappige scènes als gevolg van een tijdelijke geheugenverlies van Tip-Toes en een dun verhaallijntje over echtelijke ontrouw.
De try-out vond plaats in Washington op 24 november 1925 en de Broadway-première op 28 december 1925 in het Liberty Theatre en liep 194 voorstellingen.
In de hoofdrollen: Queenie Smith als Tip-Toes, Allen Kearns als Steve Burton, Jeanette MacDonald als Sylvia Metcalf, Andrew Tombes als Al en Harry Watson jr als Hen.

## Achtergrond
In de jaren twintig van de twintigste eeuw vertrokken veel mensen naar Florida om daar een nieuwe bestaan op te bouwen. Daar waren ook rijke mensen bij die grote stukken land opkochten om daar een resort van te maken. De musical speelt zich af in deze tijd en is daar een satire op.
De try-out was in Washington op 24 november 1925. Na de try-outperiode van drie weken werden vier nummers verwijderd uit de show. De Broadway première was op 28 december 1925 in het Liberty Theatre en liep 194 voorstellingen. De regie was in handen van John Harwood en de choreografie van Sammy Lee en Earl Lindsay.
Met deze musical vestigde Ira Gershwin definitief zijn naam als (lied)tekstschrijver.
Een West End-productie met Dorothy Dickson, Laddie Cliff, Allan Kearns, John Kirby, Vera Bryer, Peggy Beaty en Evan Thomas opende op 13 augustus 1926 in het Winter Garden Theatre en liep 182 uitvoeringen.
Tip-Toes werd ook opgevoerd in Montreal (Canada) in 1928 en zelfs in vertaalde versie in de Folies-Wagram in Parijs in 1929. De recensies in Frankrijk waren zeer positief.
In 1978 werd Tip-Toes opnieuw uitgevoerd door het gezelschap Goodspeed Opera, dat niet alleen klassieke opera's in zijn repertoire opneemt maar ook nieuwe musicalcomedy's. De musical liep twee maanden in het Opera House in East Haddam (Connecticut) om daarna een tournee te maken.
In 1982 vond men originele partituren van de show in een pakhuis in Secaucus in New Jersey. Met deze ontdekking en met hulp van historische opnamen reconstrueerde Rob Fisher de musical. In 1998 besloot Carnegie Hall de show te presenteren als onderdeel van het tweejarige Gershwin Centenary-programma.
In 2001 bracht New World Records een dubbel-cd uit met de complete (gerestaureerde) uitvoeringen van zowel Tip-Toes als Tell Me More, een andere musical uit 1925 van de gebroeders Gershwin.

## Verhaal[7][8]
Eerste akte
Florida, midden in de "roaring twenties". Op het treinstation in het chique Palm Beach ziet Rollo Fish Metcalf tot zijn grote verbazing dat zijn vrouw Sylvia, een heel sociaal type, van plan is een feest te geven voor haar rijke broer, Steve, die haar gaat bezoeken. Steve zal de lijmfabriek van de familie overnemen. Rollo zal de vaudeville entertainers opwachten op het station, de "Komical Kayes" (Tip-Toes, haar broer Al en oom Hen), die geëngageerd zijn voor het feestje van Steve. Rollo heeft ooit een korte relatie gehad met Tip-Toes Kaye, die helemaal niet blij was toen ze er achter kwam dat hij getrouwd was. Sylvia heeft een foto van het paar gezien waarop ze samen zijn. Als Rollo ziet dat Tip-Toes een van de artiesten is, betaalt hij de groep om weer te vertrekken. De Kayes zijn zo arm dat Tip-Toes zich in een van de koffers verborgen hield tijdens de reis om een kaartje uit te sparen. De familie Kayes blijven met zijn drietjes in Palm Beach om te zien of ze een miljonair aan de haak kunnen slaan voor Tip-Toes. Tip-Toes botst per ongeluk tegen Steve op, op het station, terwijl ze de conducteur probeert te ontwijken die haar gesnaaid heeft en geld van haar probeert te krijgen voor het kaartje. Steve helpt haar en Tip-Toes is helemaal ondersteboven van hem.
Wat later op de dag zien we mensen vrolijk aan het gokken in de Palm Beach Surf Club. Sylvia wil Steve, haar rijke broer, een beetje opvoeden, dus stelt ze hem voor aan twee jonge dames, Binnie en Denise, die hem zullen onderwijzen in dans, etiquette, muziek, golf en bridge. Ondertussen speelt Tip-Toes (die zich voordoet als het rijke meisje, "Roberta Van Renssalaer") een spel in de club dat ertoe leidt dat ze wordt gekust door Steve, die ze zich nog herinnert van het station. Het is bij beiden liefde op het eerste gezicht. Al, de broer van Tip-Toes ontmoet Binnie en Denise, en ze besluiten samen naar het Blues Café te gaan. Al en oom Hen zitten met elkaar te kibbelen als ze horen dat Tip-Toes Steve niet wil bedriegen nu ze hem echt leuk vindt.
Tip-Toes wordt bijna aangereden door een auto. Hoewel ze niet ernstig gewond is, heeft ze wel last van geheugenverlies en denkt ze dat ze echt Roberta Van Renssalaer is. Al en oom Hen vinden dit niet erg want dat komt hun wel van pas.
Tweede akte
Iedereen maakt zich klaar voor het feest op Steve's jacht de volgende avond. "Roberta" en Steve zijn erg blij dat ze elkaar hebben gevonden. Maar omdat ze denkt dat ze rijk is, geeft Tip-Toes meer geld uit dan Al en oom Hen hebben. Rollo onthult op gegeven ogenblik de echte identiteit van Tip-Toes aan Steve, om zijn eigen geheim van de relatie met Tip-Toes niet te hoeven onthullen, maar Steve laat het er niet bij zitten. Hij confronteert Tip-Toes hiermee, die zich nu herinnert wie ze werkelijk is. Ze vertelt hem dat ze echt van hem houdt en niet uit is op zijn geld. Steve vertelt Tip-Toes dat hij failliet is. Hij adviseert haar om achter een van de andere miljonairs aan te gaan op het feest en rent weg. Tip-Toes blijft de hele avond aan boord van het jacht, en wanneer Steve terugkeert, verzekert ze hem dat ze van hem houdt en de hele nacht aan boord zal blijven "zonder chaperonne". Hij gelooft haar op haar woord.
De volgende dag betaalt Tip-Toes de hotelrekening van haar familie door voor de gasten te dansen. Steve vraagt haar ten huwelijk en geeft haar een verlovingsring. Ze is heel erg blij, ook al gaat ze ervan uit dat de ring nep is, aangezien Steve geen geld heeft. Maar het blijkt allemaal waar te zijn: Steve is nog steeds miljonair.

## Overzicht liederen[9]
Eerste akte
- Waiting for the Train – hele gezelschap
- Nice Baby – Sylvia, Rollo en dansgroep
- Looking for a Boy – Tip-Toes
- Lady Luck – Gasten
- When Do We Dance? – Steve, Binnie, Denise en gasten
- These Charming People – Tip-Toes, Al, Hen
- That Certain Feeling – Tip-Toes en Steve
- Sweet and Low-Down – Al, Denise, Binnie, Peggy en gasten
- Finale – Hele gezelschap

Tweede akte
- Our Little Captain – Tip-Toes en de jongens
- Looking for a Boy (Reprise) – Tip-Toes en Steve
- It's a Great Little World – Steve, Sylvia, Al, Binnie, Denise en dansgroep
- Nighty-Night – Tip-Toes en Steve
- Tip-Toes – Tip-Toes en dansgroep
- Finale – Hele gezelschap